# Leptocoelotes
Genre
Leptocoelotes est un genre d'araignées aranéomorphes de la famille des Agelenidae.

## Distribution
Les espèces de ce genre se rencontrent en Chine et à Taïwan.

## Liste des espèces
Selon World Spider Catalog (version 17.0, 02/06/2016) :
- Leptocoelotes edentulus (Wang & Ono, 1998)
- Leptocoelotes pseudoluniformis (Zhang, Peng & Kim, 1997)

## Publication originale
- Wang, 2002 : A generic-level revision of the spider subfamily Coelotinae (Araneae, Amaurobiidae). Bulletin of the American Museum of Natural History, no 269, p. 1-150 (texte intégral).